# Хартфорд (Северна Каролина)
Хартфорд (енгл. Hertford) град је у америчкој савезној држави Северна Каролина.

## Демографија
По попису из 2010. године број становника је 2.143, што је 73 (3,5%) становника више него 2000. године.
| Група             | 2000.         | 2010.         |
| Белци             | 989 (47,8%)   | 982 (45,8%)   |
| Афроамериканци    | 1.043 (50,4%) | 1.031 (48,1%) |
| Азијати           | 5 (0,2%)      | 8 (0,4%)      |
| Хиспаноамериканци | 25 (1,2%)     | 102 (4,8%)    |
| Укупно            | 2.070         | 2.143         |